# Цирельсон, Борис Семёнович
Борис Семёнович (Симонович) Цирельсон (4 мая 1950, Ленинград — 21 января 2020, Базель) — советский и израильский математик, педагог.

## Биография
Родился в Ленинграде, в еврейской семье. Со стороны отца — родственник Идэ-Лейба Цирельсона, видного еврейского общественного деятеля и главного раввина Бессарабии (1918—1941).
Окончил Ленинградский государственный университет. По распределению работал в Архангельске.
Кандидат физико-математических наук (тема диссертации «Общие свойства ограниченных гауссовских процессов и близкие
вопросы», ЛГУ, 1975). Участвовал в движении отказников.
В 1991 году получил разрешение на выезд из СССР. Профессор математики в Тель-Авивском университете. Член Санкт-Петербургского математического общества.
Внёс значительный вклад в такие разделы математики, как теория вероятностей и функциональный анализ.